# نغمه‌های شرقی
نغمه‌های شرقی نام یک آلبوم موسیقی بی‌کلام اثر شادمهر عقیلی، هنرمند ایرانی است که در سبک پاپ تهیه و در دی ماه سال ۱۳۷۸ منتشر شده‌است. این آلبوم در حقیقت بازسازی و تنظیم مجدد تعدادی از معروف‌ترین آهنگ‌های فریدون فروغی و گوگوش به صورت بی کلام می‌باشد. همچنین قطعه شماره ۵ این آلبوم از ساخته‌های پرویز مقصدی برای احمدرضا نبی‌زاده می‌باشد که ورژنی تمرینی از این قطعه با صدای داریوش اقبالی هم منتشر شده‌است.

## تیم تولید آلبوم
آهنگسازان: حسن شماعی زاده / اسفندیار منفردزاده / فریدون فروغی / حسن لشکری / محمد شمس / پرویز مقصدی
تنظیم کننده: شادمهر عقیلی
نوازندگان:
ویلن/گیتار (سلو): شادمهر عقیلی
کیبورد: بهروز صفاریان
گیتار الکتریک: امید حجت
صدابردار: ناصر فرهودی
ضبط: استودیو پاپ (ناصر فرهودی)
طراح: آنیتا جواهرچی
مدیر پروژه: علی اکبر قلی‌زاده

## فهرست آهنگ‌ها
| ردیف | نام ترانه | آهنگساز            | تنظیم کننده  |
| ---- | --------- | ------------------ | ------------ |
| ۱    | پیشکش     | حسن شماعی زاده     | شادمهر عقیلی |
| ۲    | نیاز      | اسفندیار منفردزاده | شادمهر عقیلی |
| ۳    | تقدیر     | حسن شماعی زاده     | شادمهر عقیلی |
| ۴    | گرفتار    | محمد شمس           | شادمهر عقیلی |
| ۵    | تبسم      | پرویز مقصدی        | شادمهر عقیلی |
| ۶    | حقه       | فریدون فروغی       | شادمهر عقیلی |
| ۷    | آدما      | حسن لشکری          | شادمهر عقیلی |
| ۸    | شیاد      | فریدون فروغی       | شادمهر عقیلی |